# 泉头组
泉头组是位于中国辽宁昌图县一带以及黑龙江、吉林、内蒙古等地的上白垩世地层，1926年由羽田重吉命名。该地层以杂色泥岩、砂质泥岩、砂岩、砾岩（松辽盆地内），粗砂岩、砾岩（盆地边缘）为主，间夹泥质页岩（盆地边缘）。